# Суперкрос
„Суперкрос“ (на английски: Supercross) е американски екшън филм от 2005 г. на режисьора Стив Бойъм, по сценарий на Кен Соларц, Барт Бейкър и Кийт Алън Бърнщайн, и участват Стив Хауи, Майк Фогел, София Буш, Камерън Ричардсън и Чанинг Тейтъм. Премиерата на филма е на 17 август 2005 г.